# Luriecq
Luriecq is een gemeente in het Franse departement Loire (regio Auvergne-Rhône-Alpes). De plaats maakt deel uit van het arrondissement Montbrison. Luriecq telde op 1 januari 2022 1.254 inwoners.

## Geografie
De oppervlakte van Luriecq bedroeg op 1 januari 2022 20,28 vierkante kilometer; de bevolkingsdichtheid was toen 61,8 inwoners per km².

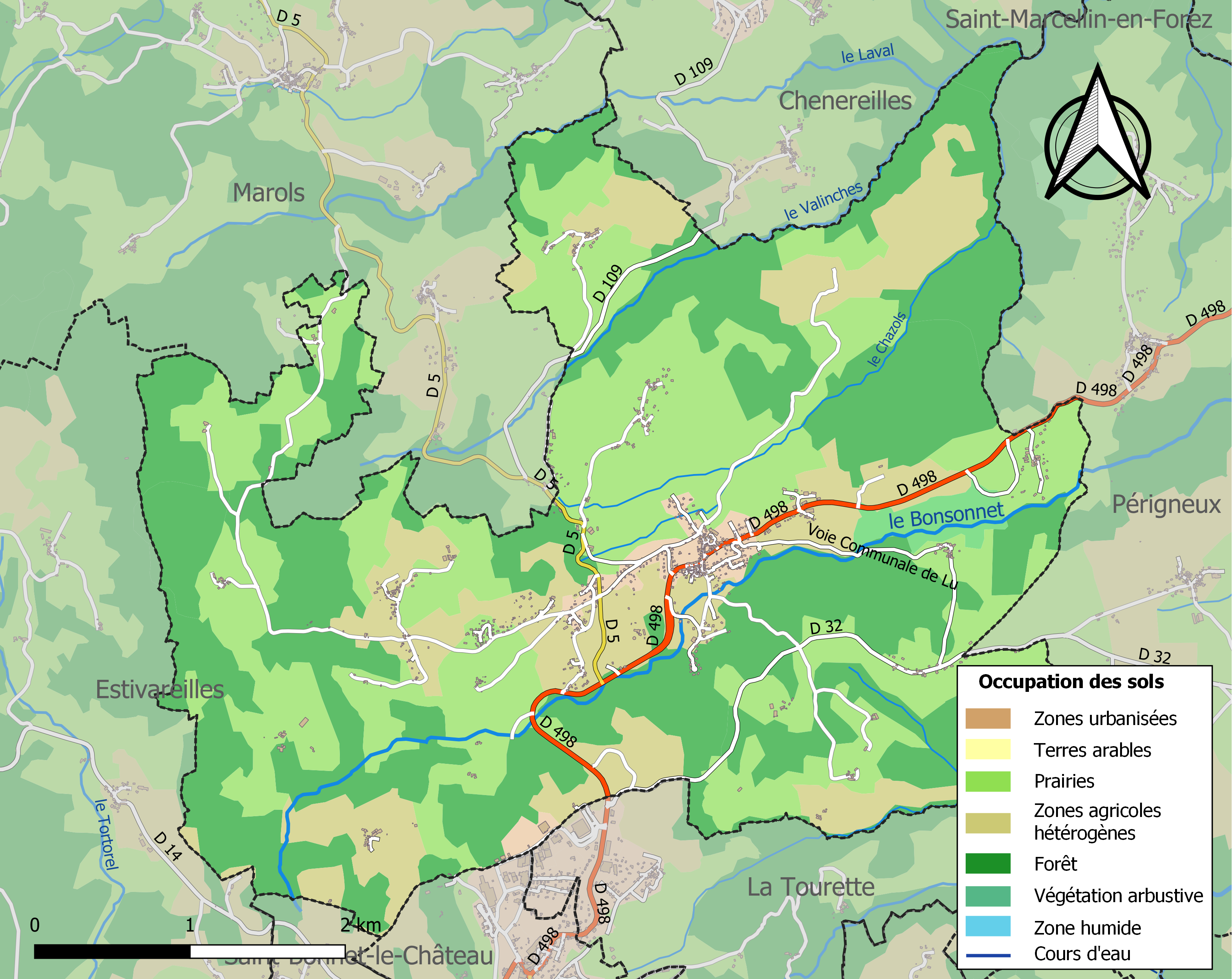
Kaart van de gemeente met de belangrijkste infrastructuur, bodemgebruik en omliggende gemeenten

## Demografie
Onderstaande figuur toont het verloop van het inwonertal (bron: INSEE-tellingen).